# Bart Howard
Bart Howard, eigentlich Howard Joseph Gustafson, (* 1. Juni 1915 in Burlington (Iowa); † 21. Februar 2004 in Carmel (New York)) war ein US-amerikanischer Komponist und Verfasser des bekannten Jazz-Standards Fly Me to the Moon.

## Leben
Von 1931 bis 1934 war Howard Pianist einer Tanzkapelle die durch die USA tourte. Danach ging er nach Los Angeles um Filmmusikkomponist zu werden. Doch er wurde musikalischer Klavierbegleiter, zunächst von Rae Bourbon und später in New York von der Komödiantin Elizabeth Talbot-Martin. Cole Porter soll ihm geraten haben, seine Lieder selbst zu singen. 
Mabel Mercer interpretierte sein Lied If You Leave Paris. Ab 1941 verbrachte er vier Jahre in der US-Army, bevor er 1945 von Mercer als ihre musikalische Begleitung angeheuert wurde. 1951 war er als Klavierspieler im Blue Angel Club in Manhattan engagiert und begleitete unter anderen Johnny Mathis, Eartha Kitt und Felicia Sanders, die teilweise auch seine Kompositionen vortrugen. Beerdigt ist er auf dem Lanes Chapel Cemetery  in Clarksville in Texas.

### Fly me to the Moon
Sein Lied Fly Me to the Moon, das ursprünglich In Other Words betitelt war, wurde etwa 500 mal aufgenommen, darunter von Interpreten wie Nancy Wilson (1959), Peggy Lee (in der Ed Sullivan Show) und Frank Sinatra (1964).